# Kim Do-kyoum
Kim Do-kyoum (* 15. März 1993 in Seoul) ist ein südkoreanischer Shorttracker.

## Werdegang
Kim hatte seinen ersten internationalen Erfolg im Februar 2012 bei den Shorttrack-Juniorenweltmeisterschaften in Melbourne. Dort gewann er die Goldmedaille mit der Staffel. Bei der Winter-Universiade 2017 in Almaty gewann er die Silbermedaille über 1500 m und die Goldmedaille über 500 m. Sein Debüt im Weltcup hatte er zu Beginn der Saison 2017/18 in Budapest, das er auf dem vierten Platz mit der Staffel über 5000 m beendete. Im weiteren Saisonverlauf errang er in Shanghai jeweils den dritten Platz über 500 m und 1500 m und erreichte zum Saisonende den achten Platz im Weltcup über 500 m. Zudem wurde er in Shanghai Zweiter mit der Staffel und holte in Seoul mit der Staffel seinen ersten Weltcupsieg. Beim Saisonhöhepunkt, den Olympischen Winterspielen 2018 in Pyeongchang, lief er mit der Staffel auf den vierten Platz. Im März 2018 holte er bei den Weltmeisterschaften in Montreal die Goldmedaille mit der Staffel.

## Weltcupsiege im Team
| Nr. | Datum             | Ort     |
| --- | ----------------- | ------- |
| 1.  | 19. November 2017 | Seoul 1 |

## Persönliche Bestzeiten
- 500 m      40,480 s (aufgestellt am 11. November 2017 in Shanghai)
- 1000 m    1:25,567 min. (aufgestellt am 6. Oktober 2017 in Dordrecht)
- 1500 m    2:17,873 min. (aufgestellt am 11. November 2017 in Shanghai)